# Bischwiller
Bischwiller (Bischweiler in tedesco, Bíschwiller nel dialetto locale) è un comune francese di 12 606 abitanti situato nel dipartimento del Basso Reno nella regione del Grand Est,capoluogo dell'omonimo cantone.

## Società

### Evoluzione demografica
Abitanti censiti